# Щипці для нігтів

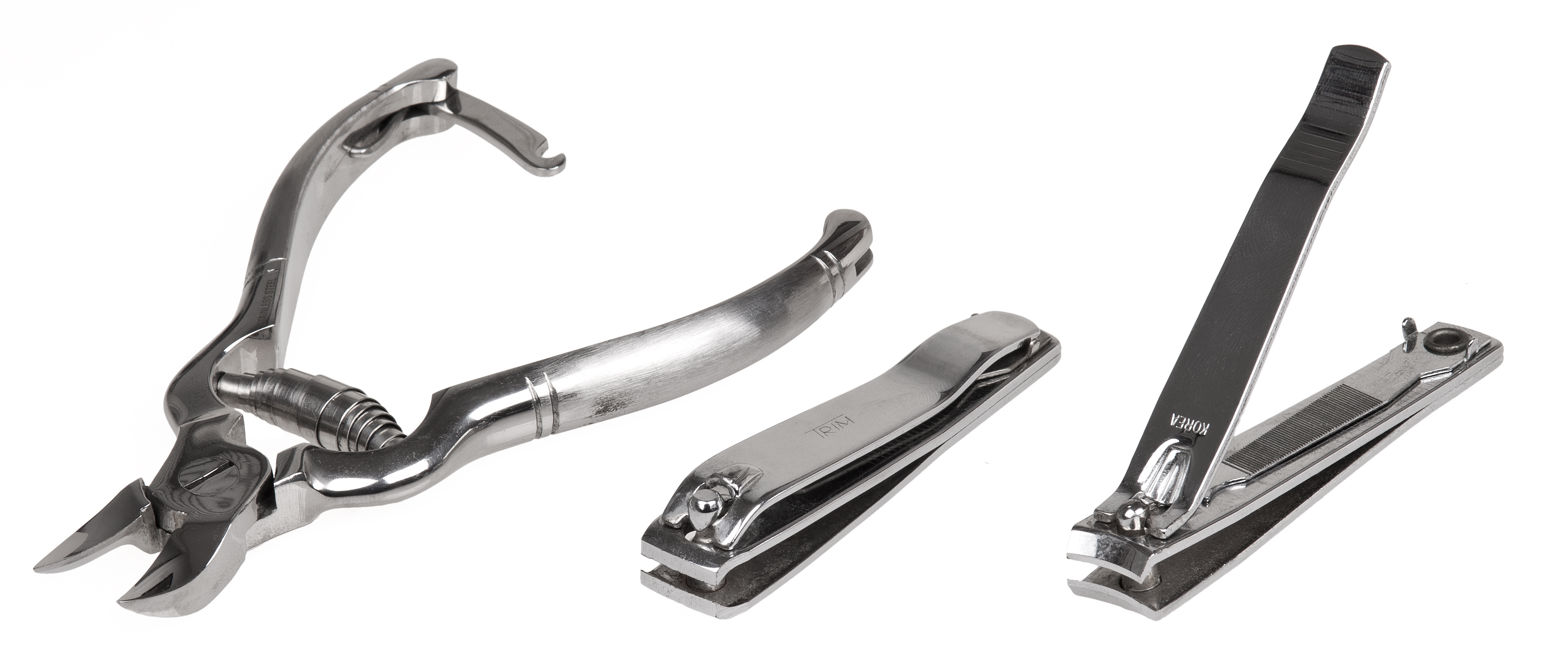
Різні види щипців для нігтів

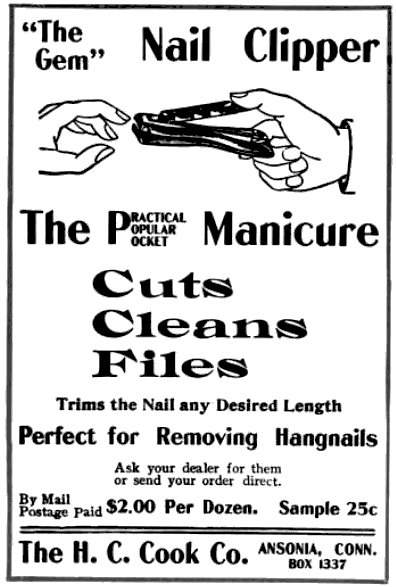
Реклама 1902 року кніпсера Картера, виробленого H. C. Cook Company (США)

Щи́пці для ні́гтів або кні́псер (від нім. Knipser) — ручний інструмент, призначений для зрізання нігтів у манікюрі й педикюрі. Також часто використовується для вилучення надмірних задирок коло нігтів ніг та рук.

## Конструкція, призначення
Щипці для нігтів, як правило, виготовляються з нержавійної сталі, або алюмінію і пластика. Найрозповсюдженіші два види щипців: кусачкоподібні та обценькоподібні. Що ті, що інші входять до манікюрних або педикюрних наборів для догляду за нігтями.
До манікюрного набору можуть входити декілька щипців: кусачки для нігтів, кусачки для задирок, кніпсери, а також інші манікюрні інструменти — ножиці для нігтів та ножиці для задирок з вигнутими кінцями, пилки, пінцети, тупа лопатка.

## Історія
Деякі джерела стверджують, що перші щипці для нігтів були розроблені французьким фабрикантом Матьє Мартеном у 1892 році. Згідно з іншими джерелами у 1875 році в США був зареєстрований патент на покращення щипців — тобто сам інструмент з'явився ще раніше. У США кніпсери промислово випускали в 1906 році компанія LT Snow, а у 1908 — King Klip Company у Нью-Йорку.